# 童黨
童黨是指邊緣的青少年社群，通常是由一群青少年三五成群聚集一起，作出吸煙、吸毒、打架、叫罵等反社會行為。這些行為多具滋擾性，且影響社會秩序、人身及財產安全。他們普遍具反社會或反叛傾向，部份更有黑社會或三合會背景。這亦造成一個社會問題，在香港常被作為電視及電影常用的題材。

## 心態
童黨一般具反叛性格，並對家長和學校的管教反感。他們大多缺少家庭溫暖，加入童黨成為了獲得認同的途徑，因而作出叛逆的行為。童黨成員男性一般佔比例較多，但近年明顯多了女性參與。童黨一般具有反社會人格，以及忤逆之特徵，為了得到自己朋友的認同與讚同感，作出一些損害別人的行為，他們為了報復，繼而做出不適當的行為，甚至是犯法的行為。童年的創傷、缺失家庭的愛、含有犯罪行為傾向以上的問題，繼而產生嚴重的後果。

## 案例
香港
- 慈雲山十三太保
- 寶馬山雙屍案
- 秀茂坪童黨燒屍案
- 藍田童黨虐殺少女案
- 玉蓮臺童黨毆殺少年案
- 將軍澳少年浮屍案
- 2018年天水圍童黨欺凌案
- 2020年屯門童黨欺凌少女事件
- 2020年屯門天台欺凌男童事件

澳門
- 新口岸倫敦街卡拉OK圍毆命案

台灣
- 竹東少女命案

日本
- 女子高中生水泥埋屍案

中國
- 江油民變

## 相關影視作品

### 電影
- 《三五成群》（劇本根據秀茂坪童黨燒屍案改編）
- 《童黨之街頭霸王》
- 《童黨》
- 《牯岭街少年杀人事件》
- 《圍城》
- 《慈雲山十三太保》和 《毒。誡》（劇本根據童黨組織慈雲山十三太保改編）
- 《香港姦殺奇案》和《等候董建華發落》（劇本根據寶馬山雙屍案改編）
- 《新古惑仔之少年激鬥篇》（劇本根據香港漫畫《古惑仔》改編）
- 《友情歲月之山雞故事》：描述主角小時候在公共屋邨的童黨生活及成長
- 《童黨2001》

### 電視劇
- 《大時代》：角色方展博曾長期流浪街頭，而丁蟹的四個兒子亦有童黨組織背景

## 參閲
- 流氓
- 流浪兒